# Gisela Mota Ocampo
Gisela Raquel Mota Ocampo, née le 13 mars 1982 et morte assassinée le 2 janvier 2016, est une femme politique mexicaine, membre du Parti de la révolution démocratique (PRD).

## Biographie
Du 1er septembre 2012 au 1er août 2015, elle est députée de l'État de Morelos. Elle est élue maire de la ville de Temixco en juin 2015, après une campagne axée sur la lutte contre la criminalité et les narcotraficants.
Le 2 janvier 2016, le lendemain de sa prise de fonctions en tant que maire, elle est assassinée par un groupe armé à son domicile.

### Assassinat
Le 2 janvier 2016, au matin, au moins quatre hommes armés ont pénétré dans son domicile à Pueblo Viejo et l'ont tuée par balle devant ses parents. Peu après, la police a abattu deux des assassins et a arrêté les deux autres.
Le gouverneur de l'État de Morelos, Graco Ramírez, a décrété trois jours de deuil au sein de l'État et ordonné la mise des drapeaux en berne. La sécurité des maires des autres villes de Morelos a en outre été renforcée.